# Dunsmuir
Dunsmuir város az Amerikai Egyesült Államok Kalifornia államában, Siskiyou megyében. Lakosainak száma 1707 fő (2020. április 1.).

## Közlekedés

### Vasút
A települést napi egy pár Coast Starlight néven futó Amtrak távolsági vonatjárat érinti.

## Népesség
A település népességének változása:

| 2010 | 1 650 |
| 2020 | 1 707 |